# 奈良節雄
奈良 節雄（なら せつお、1936年12月16日 - 2000年1月27日）は、日本の元バスケットボール選手。日本バスケットボール史上唯一、オリンピックに3回出場した選手である。

## 来歴
疎開先の秋田県小坂町の中学校でバスケを始め、神奈川県立川崎高等学校ではバスケのみならず、陸上競技でも走り幅跳びや走り高跳びで県の記録を持っていた。立教大学に進学後、1年次にオールジャパン優勝を経験。19歳でメルボルン五輪に出場する。
卒業後、日本鉱業に入社。ローマ、東京五輪にも出場。東京五輪では主将を務めた。世界選手権も1963年に出場した。
日本鉱業でもチームの黄金時代に貢献した。
引退後は日本鉱業金属加工営業部に勤務。全日本のコーチも務めた。

日鉱商事取締役を務めた。

## 日本代表歴
- 1956メルボルン五輪
- 1958アジア大会
- 1960ローマ五輪
- 1962アジア大会
- 1963世界選手権
- 1964東京五輪